# Croton thellungianus
Croton thellungianus là một loài thực vật có hoa trong họ Đại kích. Loài này được (Herter ex Arechav.) Radcl.-Sm. & Govaerts mô tả khoa học đầu tiên năm 1997.